# Le Livre de San Michele (film)
Pour plus de détails, voir Fiche technique et Distribution.
Le Livre de San Michele (Axel Munthe, der Arzt von San Michele) est un film réalisé par Giorgio Capitani, Rudolf Jugert et Georg Marischka, sorti en 1962. Il a été produit par l'Italie, l'Allemagne de l'Ouest, et la France.

## Synopsis
La vie du docteur suédois Axel Munthe : depuis le début de son exercice de la médecine en France jusqu’à sa retraite dans la Villa San Michele à Capri en passant par sa rencontre avec Louis Pasteur à Paris, son combat contre l’épidémie de choléra à Naples et l’ouverture de son cabinet à Rome.   

## Fiche technique
- Titre : Le Livre de San Michele
- Titre original : Axel Munthe, der Arzt von San Michele
- Titre italien : Donne senza paradiso
- Réalisation : Giorgio Capitani, Rudolf Jugert, Georg Marischka
- Scénario : Hans Jacoby et Harald G. Petersson d’après le récit autobiographique d’Axel Munthe, Le Livre de San Michele (The Story of San Michele, 1929)
- Musique : Mario Nascimbene
- Direction de la photographie : Richard Angst
- Son : Eduard Kessel
- Décors : Willi Schatz, Werner Achmann
- Costumes : Claudia Herberg
- Montage : Jutta Hering
- Pays d'origine :  Allemagne de l'Ouest,  France,  Italie
- Langue de tournage : allemand
- Producteur : Artur Brauner
- Sociétés de production : CCC Filmkunst GmbH (Allemagne), Critérion Film SA (France), Cine Italia Film SpA (Italie)
- Société de distribution : Gloria (distributeur allemand d’origine)
- Format : couleur par Eastmancolor — 2.35:1 Ultrascope — son monophonique — 35 mm
- Genre : film biographique, drame
- Durée : 104 minutes
- Date de sortie : 28 septembre 1962 en  Allemagne de l'Ouest
- Date de sortie : 13 mars 1963 à Paris, cinémas Lord-Byron, Gaumont-Palace. Distribué par Les Films Jacques Leitienne.

## Distribution
- O. W. Fischer : Axel Munthe
- Rosanna Schiaffino : Antonia
- Sonja Ziemann : la princesse Clémentine
- María Mahor : Ebba
- Valentina Cortese : Eleonora Duse
- Heinz Erhardt : Brunoni
- Ingeborg Schöner : Natasha
- Renate Ewert : une patiente
- Christiane Maybach : Paulette
- Antoine Balpêtré : Leblanc
- Fernand Sardou : Petit-Pierre